# Itayanagi (Aomori)
Itayanagi (板柳町 Itayanagi-machi?) es un pueblo localizado en la prefectura de Aomori, Japón. En octubre de 2018 tenía una población de 13.274 habitantes y una densidad de población de 317 personas por km². Su área total es de 41,88 km².

## Geografía

### Municipios circundantes
- Prefectura de Aomori
  - Aomori
  - Hirosaki
  - Goshogawara
  - Tsuruta
  - Fujisaki

## Demografía
Según datos del censo japonés, la población de Itayanagi ha disminuido en los últimos años.
| Año del censo | Población |
| ------------- | --------- |
| 1995          | 17.320    |
| 2000          | 16.840    |
| 2005          | 16.222    |
| 2010          | 15.227    |
| 2015          | 13.935    |